# Sergiu Homei
Sergiu Victor Homei (* 6. Juli 1987 in Năsăud, Kreis Bistrița-Năsăud) ist ein rumänischer Fußballspieler. Der Außenverteidiger steht seit Sommer 2016 beim FK Neftochimik in Bulgarien unter Vertrag.

## Karriere
Homei begann seine Karriere 2005 bei Liberty Salonta. Im Jahr 2006 wechselte er zum FC Sopron nach Ungarn, wo er in der höchsten ungarischen Spielklasse Zehnter mit dem Verein wurde. Anfang der Saison 2006/07 unterschrieb er bei Dinamo Bukarest. In seiner ersten Spielzeit kam er nur zu einem Einsatz im Spiel gegen FC Argeș Pitești am 15. April 2007, konnte dennoch am Saisonende Meister werden. Im darauffolgenden Jahr wurde der Außenbahnspieler zu Politehnica Iași verliehen, das im Endklassement der Meisterschaft den elften Platz erreichte. Nach Ende der Leihe spielte er 2008/09 wieder für Dinamo. Mit zehn Einsätzen hatte er diesmal einige Spiele zu verbuchen, Dinamo konnte den dritten Platz erreichen. Weiters gab Homei sein Debüt auf europäischer Klubebene. Beim Spiel der 1. Runde des UEFA-Cups spielte er im Spiel gegen den niederländischen Vertreter NEC Nijmegen durch. Das Spiel in Nijmegen endete 0:1.
In der Saison 2009/10 wurde er von Dinamo an Gloria Bistrița ausgeliehen. Im Sommer 2010 kehrte er zu Dinamo Bukarest zurück. Für die Rückrunde 2010/11 wurde er an den Ligakonkurrenten Unirea Urziceni ausgeliehen, mit dem er am Saisonende den Gang in die Liga II antreten musste. Er kam bei Unirea lediglich auf drei Einsätze. In der Hinrunde 2011/12 wurde er bei Dinamo nicht berücksichtigt, so dass er während der Rückrunde an den Ligakonkurrenten FCM Târgu Mureș ausgeliehen wurde. Auch dort kam er nur selten zum Zuge. Er kehrte im Sommer 2012 nach Bukarest zurück, wurde dort in der Saison 2012/13 jedoch nicht eingesetzt.
Im Sommer 2013 wechselte Homei zu ASA Târgu Mureș in die Liga II. Schon in der Winterpause verpflichtete ihn Erstligist Corona Brașov, mit dem er am Ende der Spielzeit 2013/14 absteigen musste. Daraufhin nahm ihn der FC Botoșani unter Vertrag. Im Sommer 2015 wurde sein Vertrag nicht verlängert und Homei war ein halbes Jahr ohne Engagement. Im Februar 2016 holte ihn FC Academica Clinceni in die Liga II. Dort kam er lediglich dreimal zum Einsatz. Im Sommer 2016 wechselte er zum FK Neftochimik in die bulgarische A Grupa.

### Nationalmannschaft
International spielte Homei bisher für die U-21- und U-23-Auswahl Rumäniens.

## Erfolge
- Rumänischer Meister: 2007